# Satu Apo
Satu-Katri Apo, född 13 februari 1947 i Helsingfors, är en finländsk folklorist.
Apo blev filosofie doktor 1987, var biträdande professor i folkloristik vid Helsingfors universitet 1991–98 och blev professor sistnämnda år. I doktorsavhandlingen Ihmesadun rakenne. Juonien tyypit, pääjaksot ja henkilöasetelmat satakuntalaisessa kansansatuaineistossa (1986) studerade hon den narrativa världen i finska folksagor samt sociala och etnografiska drag i den västfinska agrarkulturen. Hon har bland annat även ägnat sig åt genusforskning och i sitt arbete Naisen väki: Tutkimuksia suomalaisten kansanomaisesta kulttuurista ja ajattelusta (1995) skapade hon nya perspektiv inom folkloristiken och lyfte bland annat fram manifestationer av sexualitet, kroppslighet och aggressivitet.
Sedan 2002 är hon ledamot av Finska Vetenskapsakademien.